# 640
640（六百四十、ろっぴゃくよんじゅう）は自然数、また整数において、639の次で641の前の数である。

## 性質
- 640は合成数であり、約数は 1, 2, 4, 5, 8, 10, 16, 20, 32, 40, 64, 80, 128, 160, 320, 640 である。
  - 約数の和は1530。
    - 155番目の過剰数である。1つ前は636、次は642。
- 156番目のハーシャッド数である。1つ前は630、次は644。
  - 10を基としたとき6番目のハーシャッド数である。1つ前は550、次は730。
- 1/640 = 0.0015625
  - 逆数が有限小数になる26番目の数である。1つ前は625、次は800。(オンライン整数列大辞典の数列 A003592)
- 約数の和が640になる数は3個ある。(399, 553, 589) 約数の和3個で表せる19番目の数である。1つ前は620、次は660。
- 各位の和が10になる54番目の数である。1つ前は631、次は703。
- 640 = 5 × 27
  - n = 7 のときの 5 × 2n の値とみたとき1つ前は320、次は1280。(オンライン整数列大辞典の数列 A020714)
  - 2つの異なる素因数の積で p7 × q の形で表せる2番目の数である。1つ前は384、次は896。(オンライン整数列大辞典の数列 A179664)
  - 640 = 10 × 43
    - n = 4 のときの 10n3 の値とみたとき1つ前は270、次は1250。(オンライン整数列大辞典の数列 A244729)
    - n = 3 のときの 10 × 4n の値とみたとき1つ前は160、次は2560。(オンライン整数列大辞典の数列 A002066)
    - 640 = 10 × 82
      - n = 8 のときの 10n2 の値とみたとき1つ前は490、次は810。(オンライン整数列大辞典の数列 A033583)
- 640 = 82 + 242
  - 異なる2つの平方数の和で表せる191番目の数である。1つ前は637、次は641。(オンライン整数列大辞典の数列 A004431)
- 640 = 43 + 43 + 83
  - 3つの正の数の立方数の和1通りで表せる83番目の数である。1つ前は638、次は645。(オンライン整数列大辞典の数列 A025395)
- 640 = 54 + 24 − 14
  - n = 4 のときの 5n + 2n − 1n の値とみたとき1つ前は132、次は3156。(オンライン整数列大辞典の数列 A155588)
- 640 = 93 − 92 − 9 + 1
  - n = 9 のときの n3 − n2 − n + 1 の値とみたとき1つ前は441、次は891。(オンライン整数列大辞典の数列 A152618)
- 640 = 262 − 36
  - n = 26 のときの n2 − 36 の値とみたとき1つ前は589、次は693。(オンライン整数列大辞典の数列 A098847)
- 640 = 282 − 144
  - n = 28 のときの n2 − 122 の値とみたとき1つ前は585、次は697。(オンライン整数列大辞典の数列 A132766)

## その他 640 に関連すること
- MS-DOS環境における640KBの壁。
- PC-9801標準画面やVGA画面の横ドット数。
- フェラーリ 640